# Victor Vroom
Pour les articles homonymes, voir Vroom (homonymie).
Victor H. Vroom, né le 9 août 1932 à  Montréal et mort le 26 juillet 2023, est l'auteur de la théorie des attentes. théorie VIE (Valence, Instrumentalite, Expectation).